# Келлер, Клит
Клит Ке́ллер (англ. Klete Keller; род. 21 марта 1982, Лас-Вегас, Невада) — американский пловец, двукратный чемпион, а также серебряный призёр летних Олимпийских игр в эстафете 4×200 метров вольным стилем, двукратный бронзовый призёр Олимпийских игр на 400-метровке комплексным плаванием. Четырёхкратный чемпион мира по плаванию.

## Биография
В 2000 году в 18-летнем возрасте Клит Келлер впервые был привлечён в основную сборную США по плаванию. И уже на первых стартах сумел выполнить квалификационный норматив для участия в летних Олимпийских играх. На самих играх Келлер принял участие на двух дистанциях. На 400-метровке вольным стилем американец достаточно сенсационно стал бронзовым призёром, а в эстафете 4×200 метров вольным стилем вместе со сборной США стал серебряным призёром. В 2002 году Келлер впервые стал чемпионом мира. На чемпионате мира на короткой воде в Москве Клит первенствовал на дистанции 200 метров вольным стилем и в кролевой эстафете 4×100 метров.
На летних Олимпийских играх 2004 года Келлер выступил уже на трёх дистанциях. В первый же день олимпийского турнира пловцов Келлер повторил успех сиднейских игр и вновь стал бронзовым призёром на дистанции 400 метров вольным стилем. Спустя два дня Келлер выступил на 200-метровке вольным стилем, но занял лишь 4-е место. В эстафете 4×200 метров вольным стилем сборная США заняла первое место и Келлер впервые стал олимпийским чемпионом. В 2005 и 2007 годах Келлер ещё дважды стал чемпионом мира. Оба успеха были добыты в эстафетах 4×200 метров.
В 2008 году на летних Олимпийских играх в Пекине Келлер принял участие только в предварительном заплыве эстафеты 4×200 метров вольным стилем. В финале Клит участие не принимал, но победа сборной США позволила Келлеру стать двукратным олимпийским чемпионом.
14 января 2021 года поступили сообщения, что Клит был замечен среди граждан, взявших штурмом Капитолий.

## Личная жизнь
- Старшая сестра Кейлин Келлер участница летних Олимпийских игр 2004 года в плавании.
- Хобби — рыбалка.